# Дан Егген
Дан Егген (норв. Dan Eggen, нар. 13 січня 1970, Осло) — норвезький футболіст, що грав на позиції захисника, флангового півзахисника. По завершенні ігрової кар'єри — тренер.
Виступав, зокрема, за клуби «Брондбю», «Сельта Віго» та «Алавес», а також національну збірну Норвегії, у складі якої був учасником чемпіонату Європи та двох чемпіонатів світу. При цьому Егген є одним з шести представників збірної Норвегії за всю історію, які жодного разу не виступали в норвезькому чемпіонаті.

## Клубна кар'єра
Вихованець футбольної академії клубу «Люн», після чого грав за аматорські норвезькі клуби «Орволль» та «Реді» (Осло). Першим професійним клубом у кар'єрі Еггена став данський «Фрем», куди захисник потрапив у 1991 році. Він грав там три сезони і найбільшим успіхом стало третє місце в чемпіонаті в 1992 році.
Своєю грою за останню команду привернув увагу представників тренерського штабу «Брондбю», до складу якого приєднався 1993 року. Відіграв за команду з Брондбю наступні чотири сезони своєї ігрової кар'єри і був стовпом оборонної лінії. За цей час він двічі вигравав національний чемпіонат в 1996 та 1997 роках, а раніше, в 1994 році, здобував Кубок Данії.
1997 року уклав контракт з клубом «Сельта Віго», у складі якого провів наступні два роки своєї кар'єри гравця. У Ла Лізі дебютував 6 серпня в поєдинку з «Реал Сосьєдадом» (1:2). Він провів у «Сельті» два сезони і зайняв з ним п'яте та шосте місця, але основним гравцем не став. У 1999 році Дан перейшов в інший клуб іспанського вищого дивізіону «Алавес». У першому сезоні норвезький захисник і тут не був основним, але з наступного сезону 2000/01 він став основним гравцем і вийшов з командою у фінал Кубка УЄФА. У цій грі Егген також вийшов в основі, але вже на 23 хвилині, за рахунку 0:2, був замінений на форварда Івана Алонсо, але все ж іспанський клуб програв «Ліверпуль» 4:5 за рахунок золотого голу. У сезоні 2001/02 Егген жодного разу не з'явився на полі через травми і в січні 2003 був відданий в оренду до шотландського «Рейнджерс», де також так і не дебютував у шотландській Прем'єр-лізі.
Завершив професійну ігрову кар'єру у французькому «Ле-Мані», за який виступав протягом 2003—2005 років.

## Виступи за збірні
1988 року дебютував у складі юнацької збірної Норвегії, взяв участь в одній грі на юнацькому рівні.
1991 року залучався до складу молодіжної збірної Норвегії. На молодіжному рівні зіграв у 2 офіційних матчах.
11 серпня 1993 року дебютував в офіційних матчах у складі національної збірної Норвегії в товариській грі проти Фарерських островів (7:0). Наступного року поїхав зі збірною на чемпіонат світу 1994 року у США, проте був запасним гравцем і на поле не виходив.
Основним гравцем в збірній став лише в 1997 році і поїхав на наступний чемпіонат світу 1998 року у Франції вже в статусі основного гравця, і вийшов з нею до 1/8 фіналу, а в груповому матчі проти Марокко (2:2) забив гол.
Через два роки у складі збірної був учасником чемпіонату Європи 2000 року у Бельгії та Нідерландах, де також був основним гравцем і з'явився у всіх трьох групових матчах.
Протягом кар'єри у національній команді, яка тривала 9 років, провів у формі головної команди країни 25 матчів, забивши 2 голи.

## Кар'єра тренера
Завершивши кар'єру гравця, у 2005 році він почав вивчати ступінь бакалавра економіки в університеті Осло, Норвегія, а також отримав тренерську ліцензію. Також був менеджером рок-групи El Caco.
2009 року очолив клуб «Кольботн» в Норвезькій жіночій Прем'єр-лізі, де пропрацював до 2011 року, а в 2012 році працював з нижчоліговою чоловічою командою «КФУМ-Камератене».
| Дата      | Місто      | Господарі         | Результат | Гості             | Турнір               | Голи | Примітки |
| --------- | ---------- | ----------------- | --------- | ----------------- | -------------------- | ---- | -------- |
| 11-8-1993 | Тофтір     | Фарерські острови | 0 – 7     | Норвегія          | товариський матч     | -    |          |
| 5-6-1994  | Стокгольм  | Швеція            | 2 – 0     | Норвегія          | товариський матч     | -    |          |
| 18-1-1997 | Мельбурн   | Норвегія          | 0 – 1     | Південна Корея    | товариський матч     | -    |          |
| 22-1-1997 | Брисбен    | Норвегія          | 3 – 0     | Нова Зеландія     | товариський матч     | -    |          |
| 25-1-1997 | Сідней     | Австралія         | 1 – 0     | Норвегія          | товариський матч     | -    |          |
| 29-3-1997 | Шарджа     | ОАЕ               | 1 – 4     | Норвегія          | товариський матч     | -    |          |
| 30-4-1997 | Осло       | Норвегія          | 1 – 1     | Фінляндія         | Відбір до ЧС 1998    | -    |          |
| 20-7-1997 | Рейк'явік  | Ісландія          | 0 – 1     | Норвегія          | товариський матч     | -    |          |
| 20-8-1997 | Гельсінкі  | Фінляндія         | 0 – 4     | Норвегія          | Відбір до ЧС 1998    | -    |          |
| 6-9-1997  | Баку       | Азербайджан       | 1 – 0     | Норвегія          | Відбір до ЧС 1998    | -    |          |
| 10-9-1997 | Осло       | Норвегія          | 5 – 0     | Швейцарія         | Відбір до ЧС 1998    | 1    |          |
| 22-4-1998 | Копенгаген | Данія             | 0 – 2     | Норвегія          | товариський матч     | -    |          |
| 27-5-1998 | Молде      | Норвегія          | 6 – 0     | Саудівська Аравія | товариський матч     | -    |          |
| 10-6-1998 | Монпельє   | Норвегія          | 2 – 2     | Марокко           | ЧС 1998 - 1-й етап   | 1    |          |
| 16-6-1998 | Бордо      | Норвегія          | 1 – 1     | Шотландія         | ЧС 1998 - 1-й етап   | -    |          |
| 23-6-1998 | Марсель    | Норвегія          | 2 – 1     | Бразилія          | ЧС 1998 - 1-й етап   | -    |          |
| 27-6-1998 | Марсель    | Норвегія          | 0 – 1     | Італія            | ЧС 1998 - 1/8 фіналу | -    |          |
| 3-6-2000  | Осло       | Норвегія          | 1 – 0     | Італія            | товариський матч     | -    |          |
| 13-6-2000 | Роттердам  | Іспанія           | 0 – 1     | Норвегія          | ЧЄ 2000 - 1-й етап   | -    |          |
| 18-6-2000 | Льєж       | Югославія         | 1 – 0     | Норвегія          | ЧЄ 2000 - 1-й етап   | -    |          |
| 21-6-2000 | Арнем      | Словенія          | 0 – 0     | Норвегія          | ЧЄ 2000 - 1-й етап   | -    |          |
| 16-8-2000 | Гельсінкі  | Фінляндія         | 3 – 1     | Норвегія          | товариський матч     | -    |          |
| 28-2-2001 | Белфаст    | Північна Ірландія | 0 – 4     | Норвегія          | товариський матч     | -    |          |
| 28-3-2001 | Мінськ     | Білорусь          | 2 – 1     | Норвегія          | Відбір до ЧС 2002    | -    |          |
| 25-4-2001 | Осло       | Норвегія          | 2 – 1     | Болгарія          | Відбір до ЧС 2002    | -    |          |
| Усього    |            | Матчів            | 25        |                   | Голів                | 2    |          |

## Досягнення
- Чемпіон Данії (2):

«Брондбю»: 1995-1996, 1996-1997
- Володар Кубка Данії (1):

«Брондбю»:  1993-1994
- Володар Суперкубка Данії (3):

«Брондбю»:  1994, 1996, 1997